# Crocanthemum glomeratum
Crocanthemum glomeratum är en solvändeväxtart som först beskrevs av Mariano Lagasca y Segura, och fick sitt nu gällande namn av Janchen. Crocanthemum glomeratum ingår i släktet Crocanthemum och familjen solvändeväxter. Inga underarter finns listade i Catalogue of Life.